# Kesselfleisch

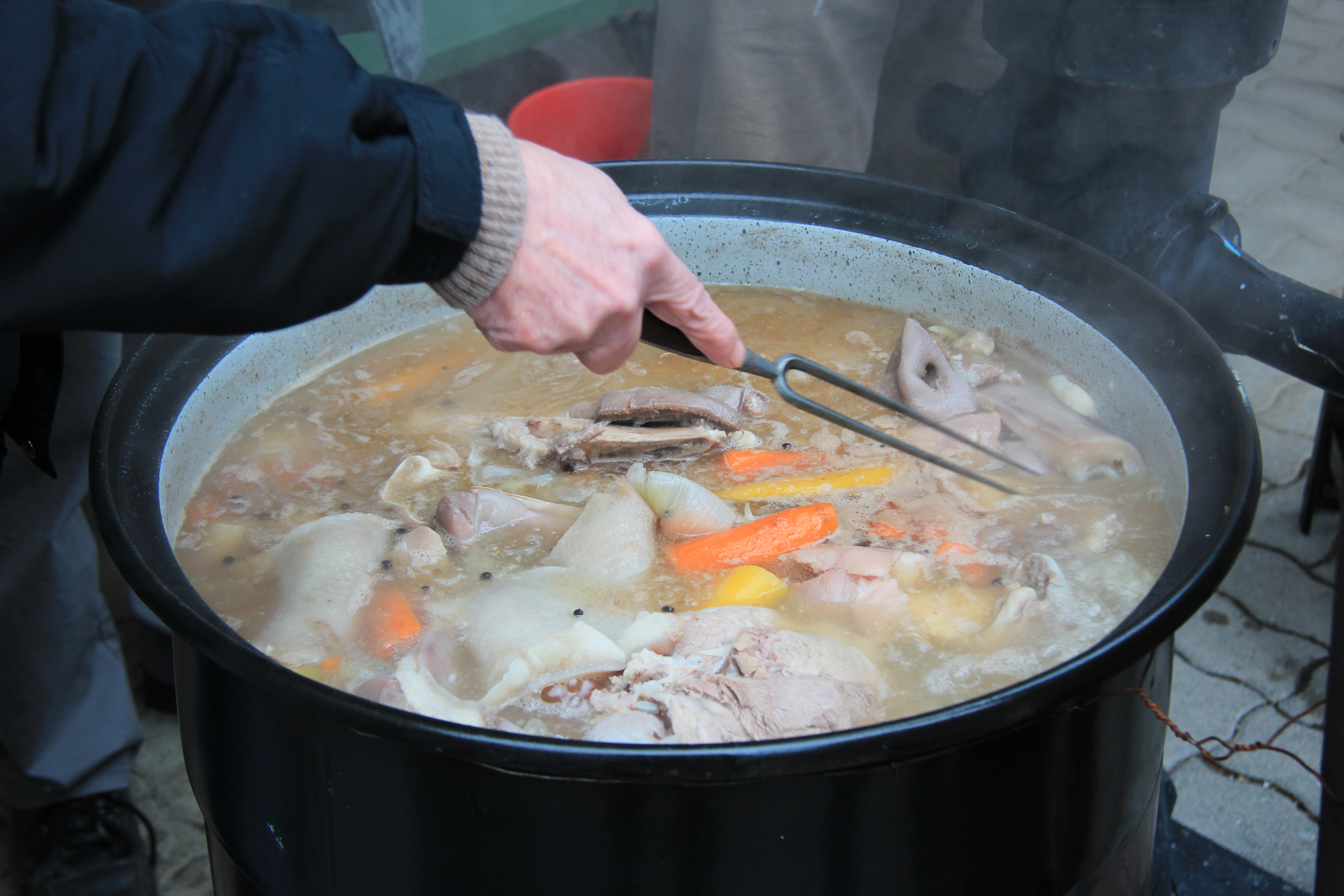
Kesselfleisch vom Schweinekopf

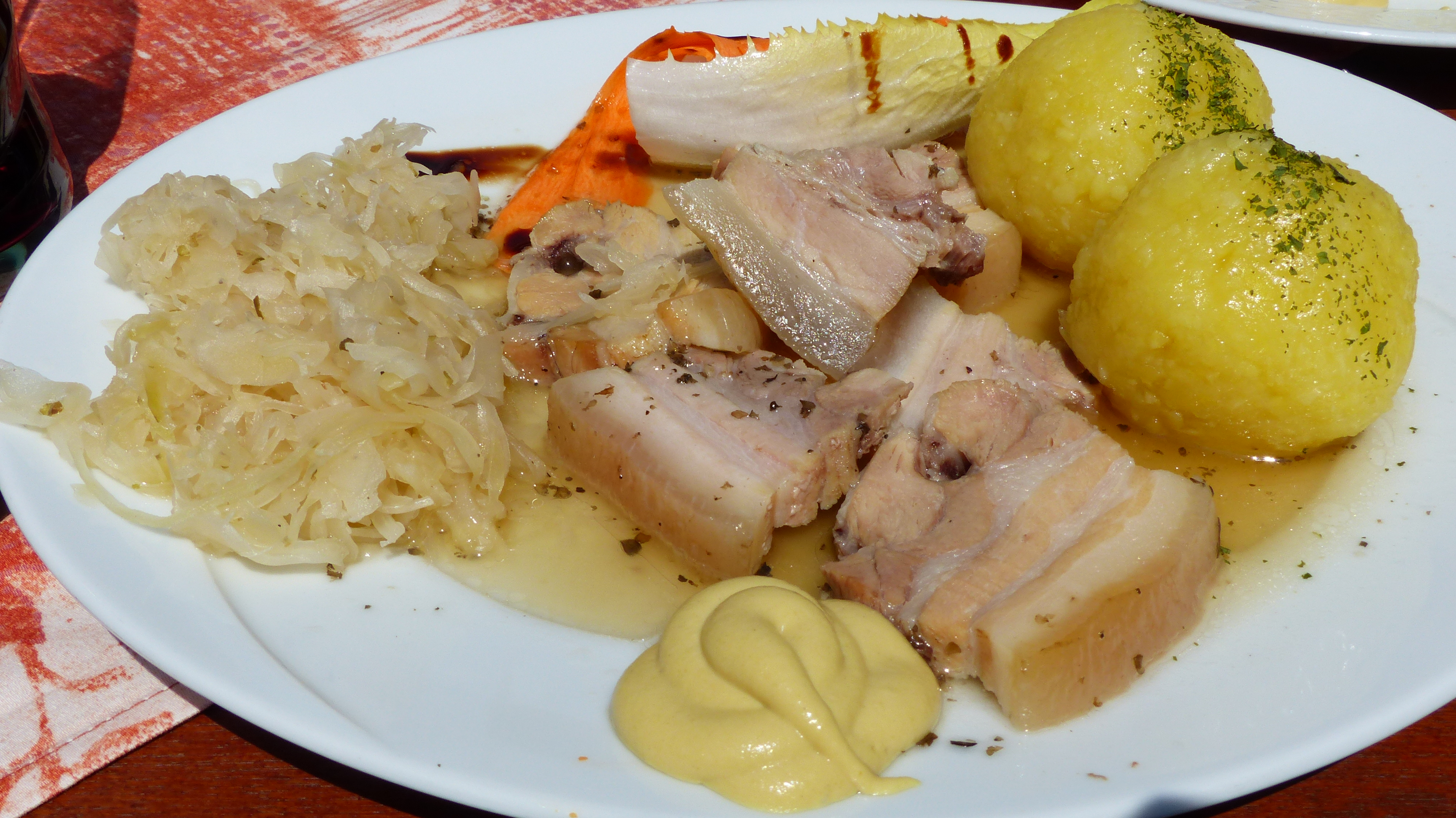
Wellfleisch in Sachsen, hier Schweinebauch

Als Kesselfleisch oder Wellfleisch, im Schwäbischen auch Siedfleisch, in Norddeutschland auch Steg oder Stegfleisch (von Plattdeutsch steken, „stechen“), bezeichnet man gekochte zum direkten Verzehr bestimmte Teile eines Schweines (darunter Bauchfleisch, Kopffleisch sowie Innereien). Ursprünglich war das Kesselfleischessen untrennbar mit einer Hausschlachtung verbunden, es war die naheliegendste Mahlzeit zur Sättigung der Schlachthelfer. Von den Fleischpartien des Schweines, welche zur Herstellung von Kochwurst im Schlachtkessel gekocht wurden, wurde einfach ein gewisser Teil direkt verzehrt, der Rest wurde weiterverarbeitet. Mit dem Rückgang der privaten Schweinehaltung nahmen auch die Hausschlachtungen ab, sodass diese ursprüngliche Form des Kesselfleisches heute kaum noch verbreitet ist. Für heutige Kesselfleischessen werden meist gezielt Schweineteile aus dem Fleischhandel bezogen und ausschließlich für den Verzehr gekocht. Dabei kann die Zusammensetzung nach Vorlieben des Veranstalters variiert werden. Kesselfleischessen werden heutzutage hauptsächlich in den Wintermonaten von Vereinen und Gaststätten angeboten. Auch auf einigen Volksfesten hat sich Kesselfleisch als Speise etabliert.
Regional existieren zahllose Formen und Darreichungsarten, häufig werden nicht nur Fleischstücke, sondern auch warme Würste wie Blut- und Leberwurst gereicht (siehe auch Schlachtplatte).
Für Kesselfleisch verwendete Fleischsorten und Innereien sind:
- Bauchfleisch
- Schweinekopf (Sauschädel) oder Backenfleisch (Backerl)
- Zunge
- Herz
- Leber
- Nieren
- Kronfleisch (vor allem in Bayern und Österreich)

Die Zutaten werden je nach Gardauer nacheinander in leicht siedendes Wasser gegeben, häufig sorgt dabei Suppengemüse (Karotte, Sellerie, Lauch) für zusätzlichen Geschmack. Nach dem Kochen und Zerteilen in tellergerechte Stücke wird das Fleisch dann nach Belieben mit Salz, Pfeffer, Zwiebeln, Majoran und eventuell Knoblauch gewürzt verzehrt.
Je nach Region und Geschmack wird Kesselfleisch mit Kartoffeln und Sauerkraut (z. B. in Franken oder Sachsen als Krautfleisch) oder nur mit Brot (z. B. in Oberbayern) serviert. Dazu wird häufig Senf oder Meerrettich gereicht.
Die bei der Zubereitung entstehende Brühe kann mitunter auch als Kesselsuppe verzehrt werden.